# Sertularella miurensis
Sertularella miurensis är en nässeldjursart som beskrevs av Eberhard Stechow 1921. Sertularella miurensis ingår i släktet Sertularella och familjen Sertulariidae. Inga underarter finns listade i Catalogue of Life.